# Ambrosius Franz von Virmont
Ambrosius Franz Friedrich Christian Adalbert Graf von Virmont und Bretzenheim (* 15. Dezember 1682 oder 1684; † 19. November 1744 in Wetzlar) war Freiherr, ab 1706 Graf, zu Neersen und der letzte männliche Angehörige des niederrheinischen Adelsgeschlechtes Virmond-Neersen.

## Leben

### Jugend
Ambrosius Franz war noch minderjährig als sein Vater, Ambrosius Adrian Freiherr von Viermund zu Neersen, 1688 starb und er mit Schloss und Herrschaft zu Neersen belehnt wurde. Daher stand er zunächst unter der Vormundschaft des Freiherrn Roest von Wers und des kurkölnischen Rates Solmacher. Seine Mutter war Johanna Margaretha von Spee. 1699 wurde er volljährig und im folgenden Jahr Amtmann von Kempen und Oedt.

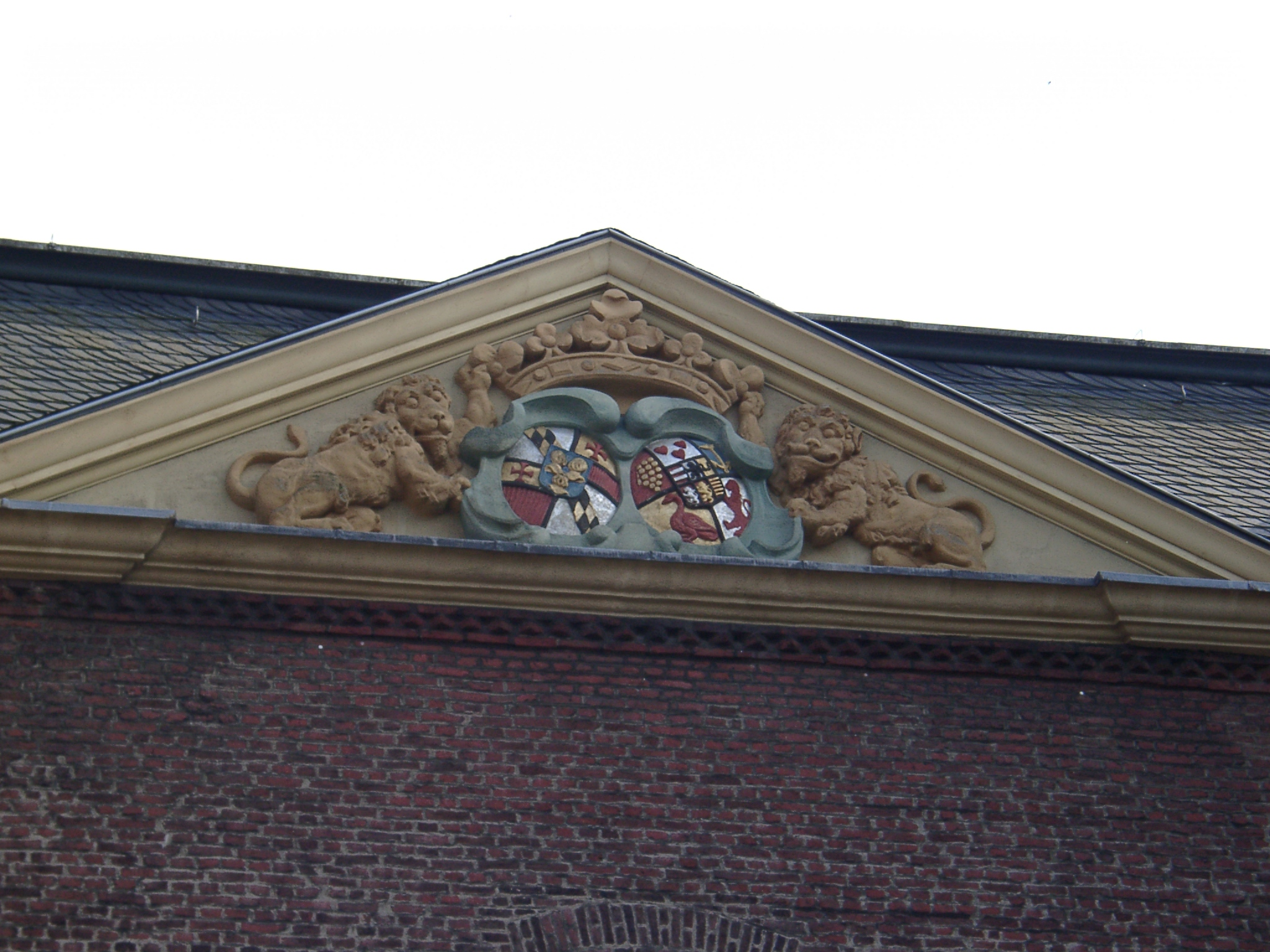
Heiratswappen des Ambrosius Franz (Virmond-Neersen und Bentheim-Tecklenburg) am Giebel des Schlosses Neersen

Wappen des Ambrosius Franz von 1706 bis 1734

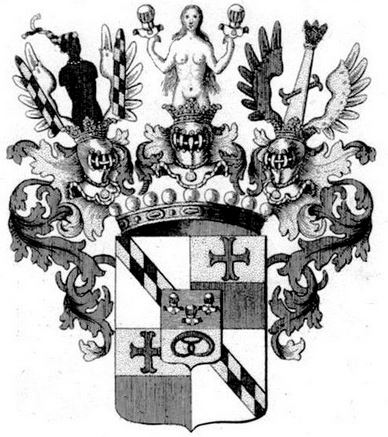
Wappen des Ambrosius Franz ab 1734 (im Herzschild vermehrt um Bretzenheim)

### Gesellschaftlicher Aufstieg
Am 25. November 1705 heiratete er in Anrath Eleonore Magdalena Wilhelmina (* 6. Februar 1687, † 10. März 1727), Tochter des Grafen Ernst Wilhelm Graf von Bentheim-Tecklenburg-Steinfurt. Diese Heirat ebnete ihm den Weg in den europäischen Hochadel. Anlässlich der tapferen Verdienste seines Onkels Damian Hugo im Türkenkrieg wurde neben diesem auch Ambrosius Franz am 8. September 1706 von Kaiser Joseph I. in den Reichsgrafenstand erhoben. Sein Familienname wurde dabei, dem Modegeschmack der Zeit folgend, ins französizierte „von Virmont“ geändert.
Ab 1712 war er auch Eigentümer des Landgutes Clörath, das seine Mutter 1693 erworben hatte.
1723 kaufte er Rittergut Hülsdonk von Theodor von Bodden. Ebenso 1723 erhielt er aus dem Erbe seiner Frau die Herrschaft Zoppenbroich, mit der er 1724 belehnt wurde, sowie Einkunftsrechte am Gericht Schüttorf.
1722 wurde er Großkreuzherr (Kapitular) des Ordens vom Heiligen Michael.
Seine Frau Eleonore starb am 10. März 1727. Bald darauf starben auch seine Tochter Maria Isabella Augusta Ernestine (* 12. September 1706; † 9. Januar 1728) und sein Sohn Joseph Damian Max (* 1707; † 1730). Alle drei wurden in der Familiengruft in Neersen begraben. Ihr monumentaler gemeinsamer Grabstein aus schwarzem Marmor ist bis heute erhalten. Ein weiterer Sohn Johann Ludwig (* 1710; † um 1720) war bereits in jungen Jahren verstorben.
Nach dem Tod des Grafen Alexander IV. von Velen 1733 konnte Ambrosius Franz 1734 vom kurkölnische Erzbischof auch die Belehnung mit der reichsunmittelbaren Herrschaft Bretzenheim (damals inklusive Winzenheim) erreichen. Gegen den Grafen Otto Leopold Ernst von Limburg-Styrum (* 1680; † 1754), der von Alexander IV. als Erbe eingesetzt worden war und der 1736 versuchte, sich der Herrschaft zu bemächtigen, konnte Ambrosius Franz sich durchsetzen. Mit der Herrschaft Bretzenheim waren seit 1688 nicht nur im Oberrheinischen Reichskreis, sondern auch im Westfälischen Reichsgrafenkollegium, Sitz und Stimme verbunden. Am 22. August 1738 wurde er auf dem Grafentag in Köln sogar zum katholischen Direktor dieses Westfälischen Reichsgrafenkollegiums gewählt. Er nannte sich fortan „Reichsgraf von und zu Virmont und Bretzenheim“ und machte Schloss Bretzenheim neben Schloss Neersen zu seiner Residenz. Schloss Bretzenheim war allerdings im Pfälzischen Erbfolgekrieg 1688 von französischen Truppen großenteils verwüstet worden und noch nicht wieder instand gesetzt, so dass er sich dort kaum aufhielt.
Am 9. April 1741 heiratete er in Wien in zweiter Ehe die deutlich jüngere Maria Elisabeth, Tochter des königlich-ungarischen Generalfeldmarschalls Johann Hermann Franz von Nesselrode († 1751) und seiner Cousine Maria Ludovica von Virmont. Maria Elisabeth war zuvor Kammerfräulein der verwitweten Kaiserin Wilhelmine Amalie.

### Karriere beim Reichskammergericht
1731 wurde Ambrosius Franz zum Präsidenten des ersten Senats am Reichskammergericht in Wetzlar ernannt. Er war damit zweiter Richter des Heiligen Römischen Reichs hinter Kammerrichter Franz Adolph von Ingelheim. Als Präsident leitete er einen Senat und führte dort die Geschäfte, insbesondere hatte er die urteilsfindenden Assessoren zu überwachen und bei Stimmengleichheit das Urteil zu fällen. Am 24. Oktober 1742 erreichte seine Karriere ihren Höhepunkt mit der Ernennung zum Reichskammerrichter.

### Versuch der Zurückerlangung verlorener Familiengüter
Wie schon einige seiner Vorfahren bemühte sich auch Ambrosius Franz zeitlebens darum, die einstigen Güter und Ländereien seiner Familie in Hessen zurückzuerlangen. Als Jurist betrieb er diese Lehenssache besonders energisch. 1742 bewarb er sich beim hessischen Landgrafen Friedrich I., zugleich König von Schweden, um Belehnung mit dem halben Gericht Viermünden. Nachdem ihn Friedrich I. mehrmals abschlägig bescheiden ließ, wandte er sich wegen der Belehnung 1743 mit einer Appellation an den Reichshofrat in Wien. Sein Tod sollte schließlich einer endgültigen Entscheidung zuvorkommen.

### Tod
Am 19. November 1744 nach einem Maskenball in Wetzlar starb Ambrosius Franz plötzlich. Da die Kinder aus seiner ersten Ehe alle früh verstorben waren und die zweite Ehe kinderlos geblieben war, starb das Haus Viermund mit seinem Tod aus. Nach einem langen Prozess trat seine Witwe schließlich im Jahre 1763 die Herrschaft Neersen nebst Anrath und Schloss für 110.000 Gulden wieder an das Kurfürstentum Köln ab. Die Herrschaft Bretzenheim wurde noch 1744 vom kurkölnischen Erzbischof an den Freiherrn Ignaz Felix von Roll zu Bernau vergeben.
Die merkwürdigen Umstände seines Todes sind wie folgt überliefert: Am 19. November 1744, am Namenstag der jungen Gräfin Elisabeth von Virmont, gab Reichskammergerichtspräsident Philipp Karl Anton von Groschlag zu Wetzlar dieser zu Ehren eine Gesellschaft mit Maskenball. Elisabeth trat dort im ominös-schwarzen Kleid einer jungen Witwe auf. Nachdem der alte Ambrosius Franz mit der Präsidentin einige Tänze getanzt hatte, klagte er über Übelkeit und ging ins Freie, um sich abzukühlen, begehrte aber dann einen Wagen, um nach Hause zu fahren. Auf dem Markt angekommen, fiel er mit dem Seufzer: „Jesus, Maria, Joseph“, seiner jungen Gattin tot in den Schoß. Am 21. November wurde er im Wetzlarer Dom begraben.
Die Frau von Groschlag, mit welcher der Graf den Todestanz getanzt hatte, war eine geborene von Bicken und ebenwohl die letzte ihres Geschlechts.
Seine Witwe heiratete später Otto Heinrich Freiherr von Gemmingen zu Hornberg.

## Titel
1744 führte er folgende Titel:
- Reichsgraf von und zu Virmont[10] und Bretzenheim[11],
- Freiherr zu Neersen[11], Anrath[11], Donk, Zoppenbroich[11], Nordenbeck[10] und Gündringen[12],
- Herr der freien Grafschaft Schönau, zur Hülsdonk[13], Bladenhorst[10], Dürrenhardt[12], Altenhof[13], Clörath, Kollenburg[13] und Broichhausen[13],
- Erbvogt zu Uerdingen[11],
- kaiserlicher wirklicher geheimer Rat und Kammerrichter,
- Direktor des Niederrheinisch-Westfälischen Reichsgrafenkollegiums,
- Kommandeur des Ordens vom Heiligen Erzengel Michael.

## Wappen
In der letzten, ab 1734 geführten Form hatte das gräfliche Wappen folgende Inhalte: Geviert mit Herzschild, Feld 1 und 4: in Silber ein golden-schwarz in zwei Reihen schräggerauteter oder auch geschachter Schrägbalken (Stammwappen Viermund), Feld 2 und 3: golden-rot geteilt (Herrschaft Neersen), oben ein rotes Ankerkreuz (irrige "Verbesserung" Grafschaft Pyrmont), Herzschild geteilt, oben in Blau drei (2:1) silberne Bügelhelme (Herrschaft Nordenbeck), unten in Gold eine rote, gestürzte Brezel (für die Reichsherrschaft Bretzenheim). Dazu werden drei gekrönte Helme geführt, Helm 1 (Mitte): zu rechts schwarz-silbernen und links rot-goldenen Decken eine wachsende, blau gekleidete Jungfrau mit offenem goldenem Haar, in beiden erhobenen Armen je einen silbernen Bügelhelm haltend (Herrschaft Nordenbeck), Helm 2 (rechts): zu schwarz-silbernen Decken ein wachsender Mohrinnenrumpf mit schwarz-silberner Kopfbinde mit abfliegendem Ende zwischen einem silbernen Fug, der rechte Flügel schrägrechts, der linke Flügel schräglinks belegt mit einem golden-schwarz in zwei Reihen schräggerauteter Schrägbalken (Stammwappen Viermund), Helm 3 (links): zu rot-goldenen Decken ein goldener, oben mit drei Pfauenfedern besteckter hoher Schaft, schräg nach hinten durchsteckt von einem beiderseits ankerendigen roten Stab (irrige "Verbesserung" Grafschaft Pyrmont), zwischen einem rechts roten, links goldenen Flug.
Die bei Lentzen zu findende Ansicht, dass er aufgrund seiner Position im Ordens vom Heiligen Michael in seinem Wappen im goldenen Feld des Neersener Wappens ein rotes Ordenskreuz ergänzte, ist irrig. Bei der Grafenstandserhebung 1706 wurden sowohl das rote Ankerkreuz in dem goldenen Platz hinzugefügt als auch der wachsende Brackenrumpf der dritten Helmzier des freiherrlichen Wappens, die für die Herrschaft Neersen stand, durch einen goldenen Schaft ersetzt, der oben mit Pfauenfedern besteckt ist und der mit einem roten, beiderseits ankerendigen Stab schräg nach hinten durchsteckt ist. Beide Elemente sind dem Wappen der Grafen von Pyrmont entlehnt. Die Familie von Viermund bzw. Virmont hat nichts mit den Grafen oder der Grafschaft Pyrmont zu tun, weder genealogisch noch territorial. Das Problem bei der Grafenstandserhebung war aber, dass alle anderen Elemente im Wappen für Herrschaften standen (Viermund, Neersen und Nordenbeck) und man ein gräfliches Element suchte. In jedem Falle hilfreich, wenn nicht sogar ursächlich war für diesen Irrtum der Eintrag im Alten Siebmacher (Weigelsches Wappenbuch, zweiter Teil): Dort ist unter den Grafen auf Tafel 15 das Wappen der Grafen von Pyrmont mit dem Namen in der Schreibweise "Virmont" versehen, während unter "Pyrmont" nur die eifelländische Familie geführt wird. Die lautliche Nähe beider Namen führte zur Verwechslung. Auch die eigentlich falsche goldene Feldfarbe stammt von dort. In den Zeichnungen des Aktes zur Standeserhebung lässt sich die Addition beider Wappen, des freiherrlichen Virmont-Wappens und des gräflich-pyrmont'schen Wappens, zum gräflichen Virmont-Wappen gut nachvollziehen.